# Hersjana Matmuja
Hersjana Matmuja, znana także jako Hersi (ur. 1 lutego 1990 w Kukësie) – albańska piosenkarka, laureatka 52. edycji Festivali i Këngës, reprezentantka Albanii podczas 59. Konkursu Piosenki Eurowizji (2014).

## Kariera muzyczna
Zaczęła śpiewać, gdy miała 8 lat. Jako dziecko uczestniczyła w wielu festiwalach i konkursach talentów. W 2003 jako aktorka dubbingowa użyczyła głosu Melodii w albańskiej wersji filmu Mała Syrenka 2: Powrót do morza. W Festivali i Këngës po raz pierwszy wzięła udział, mając 16 lat – zdobyła pierwszą nagrodę w kategorii młodzieżowej za wykonanie piosenki „Ah jetë, oh jetë”. Dwukrotnie uczestniczyła także w Kënga Magjike. W 2009 została przyjęta z pierwszym wynikiem na Akademię Muzyczną św. Cecylii w Rzymie. Tam studiowała wokalistykę i nabywała doświadczenia uczestnicząc w koncertach i konkursach muzyki klasycznej. W październiku 2014 ukończyła szkołę zdobywając tytuł „Maestro”.
W grudniu 2013 została laureatką 52. edycji Festivali i Këngës i tym samym reprezentantką Albanii podczas 59. Konkursu Piosenki Eurowizji z kompozycją „Zemërimi i një nate”, którą napisał Jorgo Papingji do muzyki Gentiana Lako. Na potrzeby konkursu utwór został zremasterowany oraz przetłumaczony na język angielski i wydany pod tytułem „One Night’s Anger”. 6 maja reprezentantka wystąpiła z szóstym numerem startowym w pierwszym półfinale konkursu i nie zakwalifikowała się do sobotniego finału, zajmując ostatecznie w półfinale piętnaste miejsce i zdobywając 22 punkty od telewidzów i jurorów.
Jako swoje największe inspiracje muzyczne wokalistka wymienia takich artystów, jak Etta James, Whitney Houston, Billie Holiday, Lady Gaga, Céline Dion, Rihanna, Björk czy zespół ABBA.

## Single
| Rok  | Tytuł                        |
| ---- | ---------------------------- |
| 2006 | „Ah jetë, oh jetë”           |
| 2010 | „Me cilin rri ti dashuri”    |
| 2011 | „Natë moj natë”              |
| 2011 | „Aty ku më le”               |
| 2012 | „Kthehu” (feat. Gjergj Leka) |
| 2012 | „Animon”                     |
| 2012 | „Kush ta dha këtë emër”      |
| 2013 | „Zemërimi i një nate”        |
| 2014 | „One Night’s Anger”          |